# Supercopa de Ecuador 2023
La Supercopa de Ecuador 2023, llamada oficialmente «Supercopa Ecuador Ecuabet 2023» por motivos de patrocinio, fue la tercera edición de la Supercopa de Ecuador. El partido se disputó el 11 de febrero de 2023 en el estadio La Cocha, en Latacunga. Se jugó entre Sociedad Deportiva Aucas, campeón de la Serie A de Ecuador 2022 y el campeón de la Copa Ecuador 2022, Independiente del Valle.
El equipo rayado se consagró campeón después de vencer al equipo oriental por 3-0, logrando así su primer título en la Supercopa de Ecuador.

## Equipos participantes
| Sociedad Deportiva Aucas |  |  |  | Campeón de la Serie A de Ecuador 2022 |
| Independiente del Valle  |  |  |  | Campeón de la Copa Ecuador 2022       |

## Antecedentes
En la tercera edición de la final de este torneo fue la primera vez que ambos clubes definieron en un solo partido al supercampeón de Ecuador. En la temporada 2022, por Copa Ecuador Independiente del Valle derrotó al 9 de Octubre Fútbol Club 3-1 en la final única disputada en el estadio Olímpico Atahualpa, fue el primer título de copa para el equipo rayado. En la final de la LigaPro, Aucas derrotó 1-0 a Barcelona Sporting Club en el marcador global, la ida en Guayaquil la ganó el equipo oriental, mientras que la vuelta en Quito fue empate 0-0; de tal manera consiguió su primer título en campeonatos ecuatorianos de fútbol en su historia.

## Modo de disputa
La fase se disputó por eliminación directa a partido único en cancha neutral y contó con el árbitro asistente de video (VAR). De producirse empate, se procedía a la definición por tiros desde el punto penal sin prórroga previa. El ganador se coronó campeón de la tercera edición de la Supercopa de Ecuador, el torneo fue organizado por la Federación Ecuatoriana de Fútbol. El equipo campeón se hizo acreedor de $50 000 como premio económico, mientras que para el subcampeón fue asignada la cantidad de $15 000.
| Equipos                  | Finales jugadas anteriormente |
| ------------------------ | ----------------------------- |
| Independiente del Valle  | Ninguna                       |
| Sociedad Deportiva Aucas | Ninguna                       |

## Sede
La sede designada fue el estadio La Cocha, ubicado en la ciudad de Latacunga, provincia de Cotopaxi.
| Latacunga         |
| ----------------- |
| Estadio La Cocha  |
| Capacidad: 16 200 |
|                   |

## Partido
- El horario corresponde al huso horario continental de Ecuador: (UTC-5).[16][17]

|         | vs.                       |
| Aucas 0 | Independiente del Valle 3 |

### Aucas - Independiente del Valle
| 11 de febrero | Aucas | 0:3 (0:1) | Independiente del Valle                   | Estadio La Cocha, Latacunga                                                  |                                                                              |
| 15:00         |       | Reporte   | Faravelli 10' · Sornoza 75' · Hoyos 90+3' | Asistencia: 11 000 espectadores Árbitro(s): Roberto Sánchez VAR: Carlos Orbe | Asistencia: 11 000 espectadores Árbitro(s): Roberto Sánchez VAR: Carlos Orbe |

### Ficha del partido
| 12         | Guardameta     | Hernán Galíndez   |     |
| 21         | Defensa        | Pedro Perlaza     |     |
| 33         | Defensa        | Luis Cangá        |     |
| 5          | Defensa        | Franklin Carabalí |     |
| 29         | Defensa        | Carlos Cuero      |     |
| 7          | Centrocampista | Édison Vega       |     |
| 28         | Centrocampista | Jhonny Quiñónez   | 83' |
| 31         | Centrocampista | Erick Castillo    | 66' |
| 23         | Centrocampista | Christian Alemán  | 66' |
| 8          | Centrocampista | Jordan Rezabala   | 74' |
| 99         | Delantero      | Michael Rangel    | 74' |
| Entrenador | Entrenador     | César Farías      |     |

| 1          | Guardameta     | Moisés Ramírez       |     |
| 13         | Defensa        | Matías Fernández     |     |
| 2          | Defensa        | Agustín García Basso |     |
| 5          | Defensa        | Richard Schunke      |     |
| 14         | Defensa        | Mateo Carabajal      |     |
| 15         | Defensa        | Beder Caicedo        | 90' |
| 7          | Centrocampista | Jordy Alcívar        | 65' |
| 16         | Centrocampista | Cristian Pellerano   |     |
| 8          | Centrocampista | Lorenzo Faravelli    | 90' |
| 19         | Delantero      | Lautaro Díaz         | 65' |
| 10         | Delantero      | Júnior Sornoza       | 78' |
| Entrenador | Entrenador     | Martín Anselmi       |     |

| 10 | Centrocampista | Jefferson Montero   | 66' |
| 17 | Delantero      | Roberto Ordóñez     | 66' |
| 38 | Delantero      | Jhon Jairo Cifuente | 74' |
| 15 | Centrocampista | Angelo Mina         | 74' |
| 11 | Delantero      | Daniel Segura       | 83' |

| 9  | Delantero      | Kevin Rodríguez   | 65' |
| 80 | Centrocampista | Joao Ortiz        | 65' |
| 11 | Centrocampista | Michael Hoyos     | 78' |
| 17 | Defensa        | Gustavo Cortez    | 90' |
| 21 | Centrocampista | Nicolás Previtali | 90' |

| Anotado | 10'   | Lorenzo Faravelli | 0–1 |
| Anotado | 75'   | Júnior Sornoza    | 0–2 |
| Anotado | 90+3' | Michael Hoyos     | 0–3 |

| Amonestado | 25' | Carlos Cuero    |
| Amonestado | 31' | Jordan Rezabala |
| Amonestado | 81' | Jhonny Quiñónez |

| Amonestado | 34' | Jordy Alcívar      |
| Amonestado | 44' | Cristian Pellerano |
| Amonestado | 55' | Lorenzo Faravelli  |

| Árbitro             | Roberto Sánchez     |
| Árbitros asistentes | Christian Lescano   |
| Árbitros asistentes | David Vacacela      |
| Cuarto árbitro      | Juan Carlos Andrade |
| Adicionales VAR     | Carlos Orbe         |
| Adicionales VAR     | Edison Vásquez      |
| Asesor de árbitros  | Ángel Haro          |
| Quality Mánager     | Oswaldo Segura      |

| 12         | Guardameta     | Hernán Galíndez   |     |
| 21         | Defensa        | Pedro Perlaza     |     |
| 33         | Defensa        | Luis Cangá        |     |
| 5          | Defensa        | Franklin Carabalí |     |
| 29         | Defensa        | Carlos Cuero      |     |
| 7          | Centrocampista | Édison Vega       |     |
| 28         | Centrocampista | Jhonny Quiñónez   | 83' |
| 31         | Centrocampista | Erick Castillo    | 66' |
| 23         | Centrocampista | Christian Alemán  | 66' |
| 8          | Centrocampista | Jordan Rezabala   | 74' |
| 99         | Delantero      | Michael Rangel    | 74' |
| Entrenador | Entrenador     | César Farías      |     |

| 1          | Guardameta     | Moisés Ramírez       |     |
| 13         | Defensa        | Matías Fernández     |     |
| 2          | Defensa        | Agustín García Basso |     |
| 5          | Defensa        | Richard Schunke      |     |
| 14         | Defensa        | Mateo Carabajal      |     |
| 15         | Defensa        | Beder Caicedo        | 90' |
| 7          | Centrocampista | Jordy Alcívar        | 65' |
| 16         | Centrocampista | Cristian Pellerano   |     |
| 8          | Centrocampista | Lorenzo Faravelli    | 90' |
| 19         | Delantero      | Lautaro Díaz         | 65' |
| 10         | Delantero      | Júnior Sornoza       | 78' |
| Entrenador | Entrenador     | Martín Anselmi       |     |

| 10 | Centrocampista | Jefferson Montero   | 66' |
| 17 | Delantero      | Roberto Ordóñez     | 66' |
| 38 | Delantero      | Jhon Jairo Cifuente | 74' |
| 15 | Centrocampista | Angelo Mina         | 74' |
| 11 | Delantero      | Daniel Segura       | 83' |

| 9  | Delantero      | Kevin Rodríguez   | 65' |
| 80 | Centrocampista | Joao Ortiz        | 65' |
| 11 | Centrocampista | Michael Hoyos     | 78' |
| 17 | Defensa        | Gustavo Cortez    | 90' |
| 21 | Centrocampista | Nicolás Previtali | 90' |

| Anotado | 10'   | Lorenzo Faravelli | 0–1 |
| Anotado | 75'   | Júnior Sornoza    | 0–2 |
| Anotado | 90+3' | Michael Hoyos     | 0–3 |

| Amonestado | 25' | Carlos Cuero    |
| Amonestado | 31' | Jordan Rezabala |
| Amonestado | 81' | Jhonny Quiñónez |

| Amonestado | 34' | Jordy Alcívar      |
| Amonestado | 44' | Cristian Pellerano |
| Amonestado | 55' | Lorenzo Faravelli  |

| Árbitro             | Roberto Sánchez     |
| Árbitros asistentes | Christian Lescano   |
| Árbitros asistentes | David Vacacela      |
| Cuarto árbitro      | Juan Carlos Andrade |
| Adicionales VAR     | Carlos Orbe         |
| Adicionales VAR     | Edison Vásquez      |
| Asesor de árbitros  | Ángel Haro          |
| Quality Mánager     | Oswaldo Segura      |

|                                             |
|                                             |
| Campeón Independiente del Valle 1.er título |